# Marcello Bacciarelli
Marcello Bacciarelli (Roma, 16 febbraio 1731 – Varsavia, 5 gennaio 1818) è stato un pittore italiano.

## Biografia
Dopo aver compiuto i suoi studi a Roma, venne chiamato a Dresda alla corte dell'elettore di Sassonia Federico Augusto II. Divenuto questi re di Polonia con il nome di Augusto III, dal 1756 Bacciarelli seguì la corte sassone a Varsavia, lavorando come ritrattista dell'aristocrazia: in questo periodo fece conoscenza con la famiglia del futuro re Stanisław Poniatowski. Nel 1764 si trasferì a Vienna, dove rimase due anni al servizio dell'imperatrice Maria Teresa, realizzando i ritratti della numerosa famiglia imperiale.
Nel 1766 fece ritorno definitivamente in Polonia, dove nel frattempo era salito al trono Poniatowski. Bacciarelli fu tenuto in grande considerazione dal sovrano, che gli diede l'incarico di creare una scuola di pittura, lo rese responsabile della politica artistica del regno e, nel 1768, gli conferì il titolo nobiliare.
Oltre ad essere primo pittore di corte e a sovrintendere alla decorazione del palazzo reale (1776-1785), Bacciarelli era anche direttore generale degli edifici reali e curava la collezione privata del re: nel 1787 Stanislao lo inviò in Italia per acquistare alcuni quadri.
Divenuto col tempo confidente e amico del sovrano, quando, nel 1795, questi fu costretto ad abdicare e a lasciare la capitale, Bacciarelli rimase a Varsavia, dove mantenne la sua influenza sulla vita artistica locale. Nel 1798, alla morte di Stanislao II Augusto Poniatowski, egli si occupò di gestire il patrimonio reale.
Nel 1816, in considerazione del contributo da lui apportato all'arte polacca, fu nominato professore onorario della nuova facoltà di arti dell'Università reale di Polonia: era inoltre membro onorario delle Accademie di Belle Arti di Dresda, Vienna e Berlino. Morì a Varsavia nel 1818.

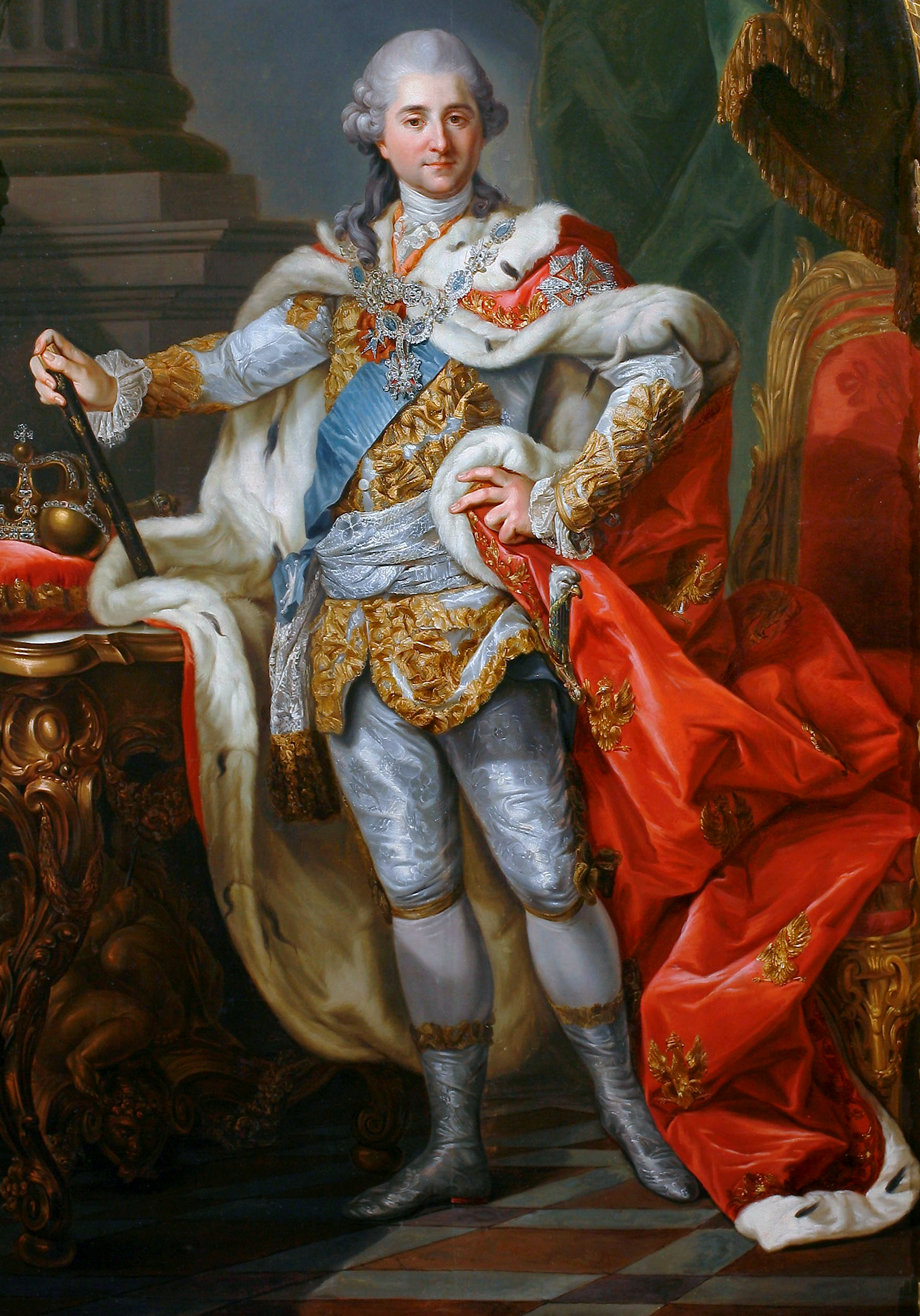
Stanisław II August Poniatowski con l'abito dell'incoronazione.

La sua era una tipica pittura di corte influenzata soprattutto dallo stile barocco con alcuni elementi del classicismo. Nella sua ingente produzione spiccano soprattutto i ritratti Ritratto del re Stanisław August Poniatowski nel mantello d'incoronazione, 1770) e le opere a soggetto storico. Suoi affreschi ornarono le sale del Castello Reale a Varsavia. Una vasta raccolta delle sue opere è conservata nel Museo Nazionale polacco.